# Quadrangle

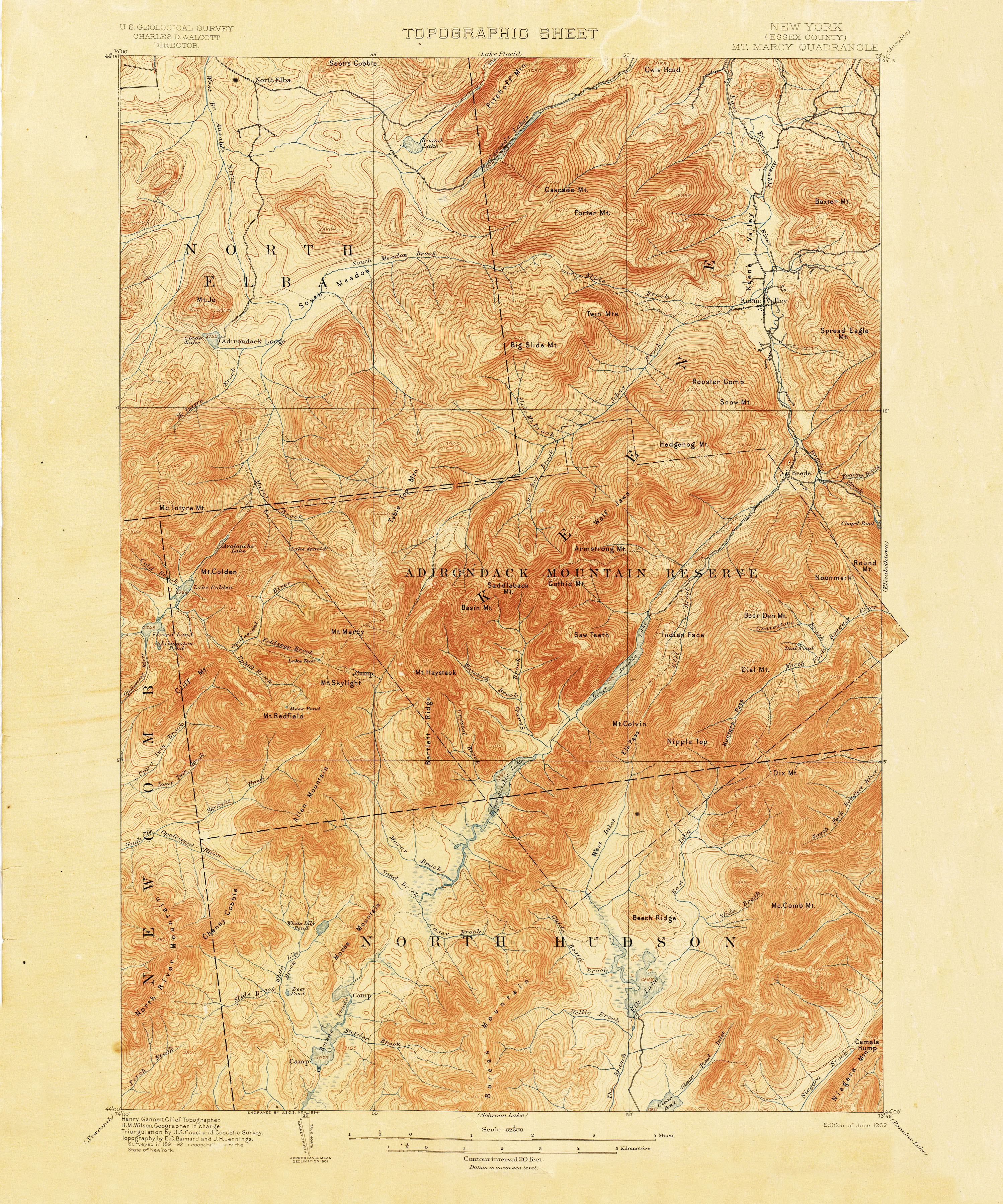
Nova York (comtat d'Essex) Mt. Marcy: un mapa quadrangle de l'USGS de 1892 (o un full topogràfic) de la zona de Mount Marcy de les muntanyes Adirondack en l'Estat de Nova York de les primeres dècades del Servei Geològic dels Estats Units

En geologia o en geografia, la paraula quadrangle o quadrilàter es refereix a un mapa d'un quadrant de 7,5 minuts del Servei Geològic dels Estats Units (USGS), que en general porta el nom d'una característica fisiogràfica local.
També s'usa l'abreviatura «quad» junt amb el nom del mapa; per exemple, «Ranger Creek, Texas quad mapa». Aquests mapes són una quarta part de l'anterior d'una sèrie de 15 minuts. En un mapa quadrangle, els límits nord i sud del quadrangle no són línies rectes, ja que en realitat són corbades perquè coincideixi amb les línies de latitud de la Terra en la projecció estàndard. Els límits est i oest en general no són paral·lels, ja que coincideixen amb les línies de longitud de la Terra. Als Estats Units, un mapa quadrangle de 7,5 minuts cobreix una àrea de 130- 180 km².
L'USGS també ha dividit en quadrangles les superfícies d'altres planetes, que porten el nom de les característiques locals.
Els quadrangles que es troben en el pol d'un cos també s'anomenen «zones», ja que són circulars en lloc de tenir quatre costats.